# Götz Otto
 (mai 2016).
Si vous disposez d'ouvrages ou d'articles de référence ou si vous connaissez des sites web de qualité traitant du thème abordé ici, merci de compléter l'article en donnant les références utiles à sa vérifiabilité et en les liant à la section « Notes et références ».
Pour les articles homonymes, voir Otto.
Ne doit pas être confondu avec Karl Otto Götz.
Götz Otto, né le 15 octobre 1967 à Dietzenbach (Hesse), est un acteur allemand.

## Biographie
Il joue au Schiller-Theater de Berlin en 1991 et obtient son premier rôle au cinéma en 1992 dans Kleine Haie. Depuis on le retrouve dans soixante-trois films, aussi bien au cinéma qu'à la télévision.
Cet acteur géant mesurant 1,98 m a joué le rôle d'Otto Günsche dans le film La Chute en 2004, sur les derniers jours d'Hitler et de son entourage en avril et mai 1945 à Berlin. On le retrouve également dans La Liste de Schindler en 1993, dans un James Bond, Demain ne meurt jamais, en 1997, et dans Iron Sky et Astérix et Obélix : Au service de sa Majesté en 2012.

## Filmographie

### Cinéma
- 1992 : Kleine Haie : Body
- 1993 : La Liste de Schindler (Schindler's List) : Le garde SS
- 1997 : Demain ne meurt jamais (Tomorrow Never Dies) : Stamper
- 1998 : La Fille de tes rêves (La Niña de tus ojos) : Heinrich von Wermelskirch
- 1999 : Beowulf : Roland
- 1999 : Framed (court-métrage) : Pfleger 1
- 2000 : Gunblast Vodka : Abel Rothstein
- 2000 : Marlene : Gary Cooper
- 2000 : Der Bär ist Los : Entfesslungskünstler
- 2001 : She : Attila
- 2001 : High Adventure : Sarkhan
- 2001 : Death, Deceit & Destiny Aboard the Orient Express : Boris
- 2001 : Goebbels und Geduldig (en) : Adjudant Brenneisen
- 2002 : The Antman : Don José de Alvarez
- 2002 : Le Sortilège de Shanghai : Omar
- 2002 : Mask Under Mask : Gomez
- 2002 : Ma femme s’appelle Maurice : Johnny Has
- 2003 : Deep Freeze : Nelson
- 2004 : La Chute (Der Untergang) : Sturmbannführer SS Otto Günsche
- 2005 : Grenzverkehr : GroBer Smetana
- 2005 : Le Clown, le film (Der Clown) : Zorbek
- 2005 : Stockflame (court-métrage) : Niklas von Dhrei
- 2006 : Alien Autopsy (en) de Jonny Campbell (en) : Laszlo Voros
- 2008 : Ossi's Eleven : Axel Franke
- 2008 : U-900 : Oberleutnant Von Stetten
- 2009 : Svik : Major Krüger
- 2010 : Happy Valentine (court-métrage) : Gatte
- 2011 : Die Superbullen - Sie kennen keine Gnade : Schorsch
- 2011 : Ten (court-métrage) : Bruno
- 2012 : Iron Sky : Klaus Adler
- 2012 : Astérix et Obélix : Au service de sa Majesté de Laurent Tirard : Yadutaf
- 2012 : L'Artiste et son modèle (El artista y la modelo) de Fernando Trueba : Werner
- 2013 : Cloud Atlas de Andy et Lana Wachowski et Tom Tykwer : Withers
- 2013 : Les Garçons et Guillaume, à table ! de Guillaume Gallienne : Raymund
- 2013 : Le Légendaire n°17 (Легенда № 17) de Nikolaï Lebedev : Phil Esposito, joueur de hockey
- 2016 : Les Visiteurs : La Révolution de Jean-Marie Poiré : Colonel Wurtz
- 2018 : Emperor de Lee Tamahori : Moritz

### Télévision
- 1993 : Hochwürden erbt das Paradies (Téléfilm) : L'ami de Matthias
- 1994, 1996-1997 : Polizeiruf 110 (série télévisée) : Paul Reinhardt
- 1996 : Coup de force (Téléfilm) : M.. Two
- 1996 : Doppelter Einsatz (série télévisée) : Bernd Glowacz
- 1996 : SK Babies (série télévisée) : Michael Landis
- 1996 : Hart to Hart: Till Death do Us Hart (Téléfilm) : Heinrich
- 1996 et 2009 : Soko brigade des stups (série télévisée) : Vogel / Petri
- 1997 : Rosamunde Pilcher (série télévisée) : Giles Savours
- 1997 : Kommissar Schimpanski (série télévisée) : LKA-Beamter Lieb
- 1997 : Tatort (série télévisée) : Arnold von Brentano
- 1997 : Der Schutzengel (Téléfilm) : Kai
- 1998 : Tremblement de terre à New York (Téléfilm) : Detective Eric Steadman
- 1999 : Der blonde Affe (Téléfilm) : Commissaire Philipp Graf
- 1999 : Der Voyeur (Téléfilm) : Curt Rinneberg
- 1999 : Ein Weihnachtmärchen - Wenn alle Herzen schmelzen (Téléfilm) : Tschak
- 1999 : Apocalypse.com (Téléfilm) : Dan Corpening
- 2000 : Der Weihnachtswolf (Téléfilm) : L'assistant de la régie
- 2001 : Der Tanz mit dem Teufel - Die Entführung des Richard Oetker (Téléfilm) : Lockvogel
- 2002 : Duo de maîtres (série télévisée) : Tim Reskau
- 2002 : Family Affairs - Gier nach Glück (Téléfilm) : Dave
- 2003 : Die Pfefferkörner (série télévisée) : John Quentin
- 2003 : GroBstadtrevier (série télévisée) : Bernd Zöllner
- 2003 : Der Ermittler (série télévisée) : Ole Christiansen
- 2003 : Millenium Mann (série télévisée) : Roder
- 2004 : L'Anneau sacré (Téléfilm) : King Thorkwin
- 2005 : Apollonia (Téléfilm) : Kaplan Johannes Ebner
- 2005 : Pfarrer Braun (série télévisée) : Pater Andreas
- 2005 : Karl-May-Spiele: Winnetou un das Geheimnis der Felsenburg (Téléfilm) : Harry Melton
- 2005 : Der Todestunnel - Nur die Wahrheit Zählt (Téléfilm) : Roman Sikorski
- 2005 : Urmel aus dem Eis (Téléfilm) : König Pumponell
- 2006 : Balko (série télévisée) : Rolf Lukowski
- 2006 : Blond: Eva Blond! (Téléfilm) : Detlev/Ken
- 2006 : Sauvez mon oie ! (Téléfilm) : Alfred
- 2007 : SOKO Donau (série télévisée) : Sascha Gorki
- 2007 : Für immer Afrika (Téléfilm) : Christian Lindenburg
- 2007 : Le Temps des cerises (Téléfilm) : Martin
- 2007 : Siska (série télévisée) : Ronald Bergmann
- 2007 : Doktor Martin (série télévisée) : Kurt Bendicks
- 2008 : Der Bulle von Tölz (série télévisée) : Cary Cocker
- 2009 : Nichts als Ärger mit den Männern (Téléfilm) : Bruno Toellner
- 2009 : Bis an die Grenze (Téléfilm) : Berno Simmert
- 2009-2010 : Augustine: The Decline of the Roman Empire (série télévisée) : Geiserich
- 2010 : Spezialeinsatz (série télévisée) : Pommes
- 2010 : Ein Haus voller Töchter (série télévisée) : Michael Birkin
- 2010 : Les Piliers de la Terre (The Pillars of the Earth) (série télévisée) : Walter
- 2010 : La Catin (Die Wanderhure) (Téléfilm) : König
- 2012 : SOKO Stuttgart (série télévisée) : Albrecht Stockbauer
- 2012 : La Châtelaine (Die Rache der Wanderhure) (Téléfilm) : König Sigismund
- 2012 : Le Testament de la catin (Das Vermächtnis der Wanderhure) (Téléfilm) : König Sigismund
- 2019-2020 : Dignity : Paul Schäfer